# Boucles de Seine Saint-Denis 1998
La Boucles de Seine Saint-Denis 1998, ventisettesima edizione della corsa e valida come evento del circuito UCI categoria 1.4, si svolse il 31 maggio 1998, per un percorso totale di 191,6 km. Fu vinta dal belga Tony Bracke, al traguardo con il tempo di 3h57'56" alla media di 48,31 km/h.

## Ordine d'arrivo (Top 10)
| Pos. | Corridore          | Squadra         | Tempo    |
| ---- | ------------------ | --------------- | -------- |
| 1    | Tony Bracke        | Collstrop       | 3h57'56" |
| 2    | Jimmy Casper       | Franç. des Jeux | a 2"     |
| 3    | Lauri Aus          | Casino-Ag2r     | s.t.     |
| 4    | Jo Planckaert      | Lotto-Mobistar  | s.t.     |
| 5    | Eric Beaune        | Nogent-Oise     | s.t.     |
| 6    | Sébastien Hinault  | GAN             | s.t.     |
| 7    | Olivier Perraudeau | GAN             | s.t.     |
| 8    | Anthony Langella   | GAN             | a 56"    |
| 9    | Lylian Lebreton    | BigMat          | s.t.     |
| 10   | Claude Lamour      | Mutuelle        | s.t.     |